# Cymatium femorale
Cymatium femorale (nomeada, em inglês, angular triton) é uma espécie de molusco gastrópode marinho, encontrada no oeste do Atlântico tropical, pertencente à família Cymatiidae. Foi classificada por Carolus Linnaeus, em 1758; descrita em sua obra Systema Naturae como Murex femorale (no gênero Murex), sendo a espécie-tipo do gênero Cymatium; com o termo "Oceâno Asiático" citado como região de coleta de seu tipo nomenclatural. Está listada no Livro Vermelho da Fauna Brasileira Ameaçada de Extinção, publicado pelo Instituto Chico Mendes de Conservação da Biodiversidade.

## Descrição da concha
Conchas entre 21.2 a 24 centímetros de comprimento, quando desenvolvidas (geralmente com até 15 centímetros), com coloração de amarelo-castanha a castanho-avermelhada, fortemente esculpidas por um relevo de cordões espirais nítidos; dotadas de mais de uma variz, 5 no total, e com o lábio externo engrossado, sulcado de manchas castanhas e brancas e com suas bordas dotadas de calosidades e com projeções pontudas grosseiras, no topo superior do lábio externo. Espiral mais ou menos alta, com 8 a 9 voltas. Apresentam um opérculo castanho, menor que sua abertura.

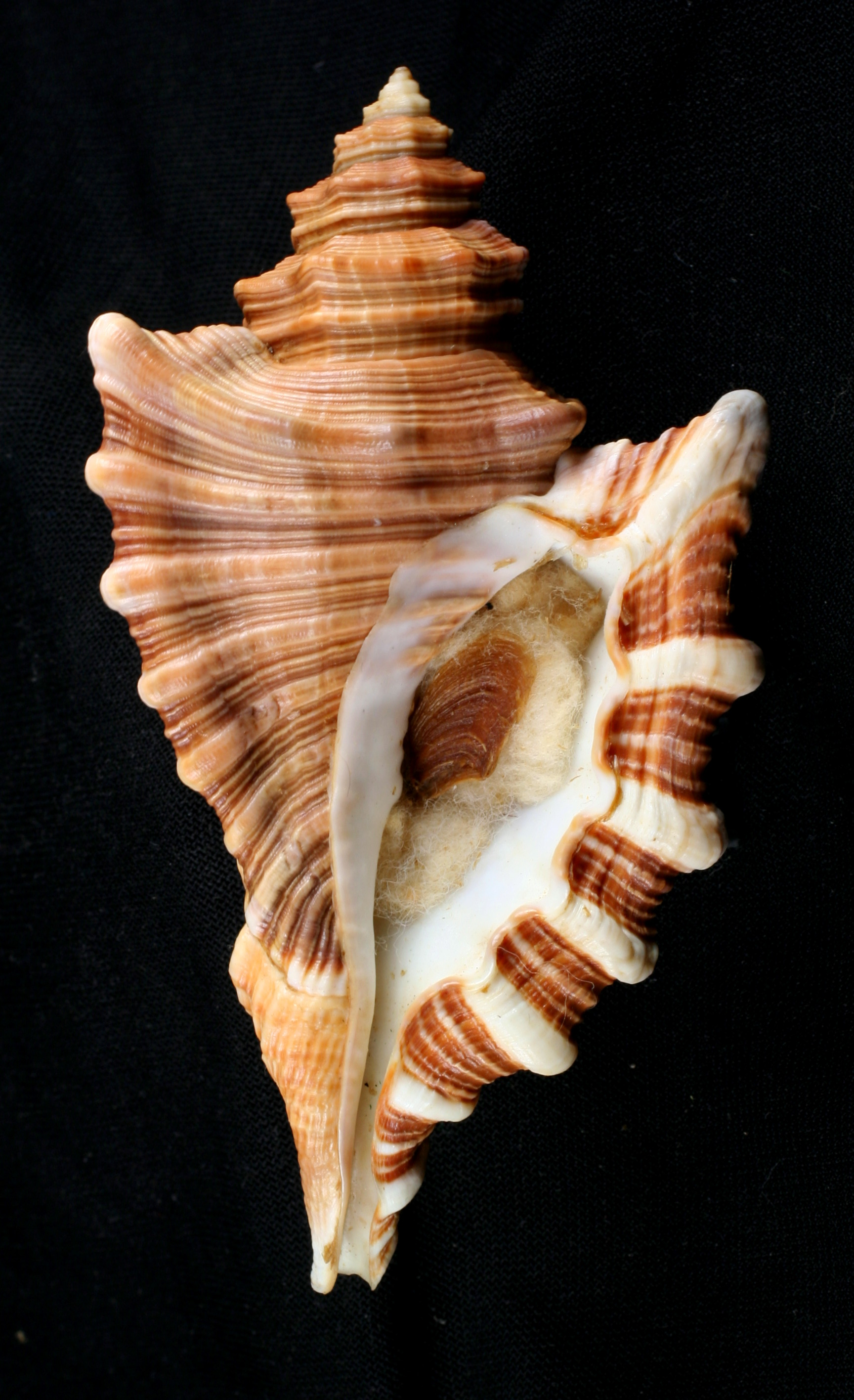
Vista inferior da concha de C. femorale, com opérculo.

## Distribuição geográfica e habitat
Esta espécie está distribuída pelo golfo do México, sul da Flórida (Estados Unidos), Bahamas e mar do Caribe, incluindo leste da Colômbia e Venezuela, até a costa brasileira, da Bahia até região sul do Brasil (Santa Catarina). Ocorre em bentos da zona nerítica até os 150 metros de profundidade.

## Diferenciação entre espécies
Cymatium femorale pode ser confundida com outra espécie em sua área de ocorrência, Cymatium raderi D'Attilio & Myers, 1984; porém sua concha é geralmente menor e suas varizes apresentam calosidades ou projeções espinescentes, sendo mais suaves em raderi; que também apresenta abertura mais larga. Por um longo período ambas as espécies estiveram confundidas.

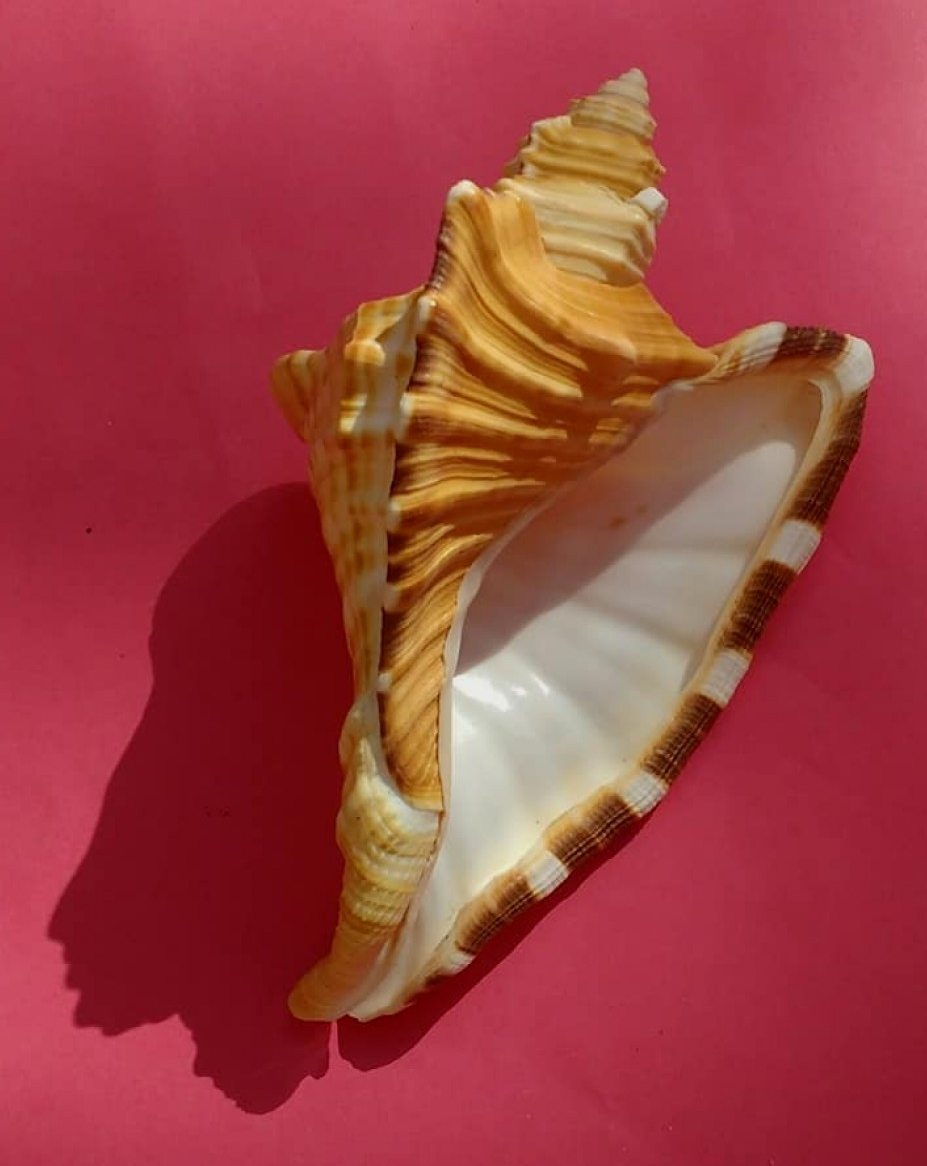
Fotografia da concha de Cymatium raderi.